# Operation Eagle’s Summit
Die Operation Eagle’s Summit (paschtunisch عقاب غونډه, Oqab Tsuka) war eine Militäroperation der NATO-Koalition ISAF und der afghanischen Nationalarmee mit dem Ziel, eine 220 Tonnen schwere Turbine zur Kajakai-Talsperre in der Provinz Helmand zu transportieren. Bei der Mission waren viele britische Soldaten beteiligt, es wurde gesagt, dass es eine der größten logistischen Operationen der britischen Armee seit dem Zweiten Weltkrieg war.

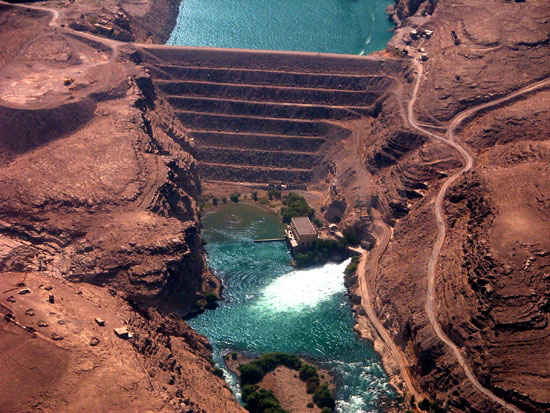
Kajakai-Talsperre mit dem Wasserkraftwerk in der Bildmitte

## Restaurierung der Kajaki-Talsperre
Das Wasserkraftwerk Kajaki wurde 1953 fertiggestellt, um die Bevölkerung der Provinzen Helmand und Kandahar mit Strom und Wasser zu versorgen. Das Kraftwerk sollte aus drei Turbinen bestehen, aber nur zwei wurden jemals installiert. Nach Jahren des Bürgerkriegs war 2001 nur noch eine in Betrieb. 2002 begannen die Vereinigten Staaten mit der Wiederherstellung der Kapazität des Damms und der Steigerung seiner Leistung bis 51 Megawatt. Eine Turbine wurde repariert, aber eine neue Turbine über den von Taliban kontrolliertes Gebiet nach Kajaki zu liefern, erforderte eine  groß angelegte Militäroperation.

## Verlauf
2006 wurden die ersten Pläne für einen Transport einer neuen Turbine angefertigt. 2008 arbeiteten 60 Beamte vier Monate lang an der Vorbereitung der Operation. Die Organisatoren wollten vermeiden, die Route 611 zu nehmen. Diese Straße würde zwar schnell zum Ziel führen, allerdings lagen mehrere Taliban-Hochburgen an der Strecke und die Straße war von Sprengfallen übersät. Stattdessen planten sie, den Konvoi mit der Turbine durch die Wüste fahren zu lassen. Die neue Route mit dem Codenamen „Route Harriet“ wurde Wochen vor der Operation von einem Pathfinder Zug kartiert. In einigen Fällen versuchten die Briten einen sicheren Durchgang für den Konvoi auszuhandeln, indem sie Geldsummen an die örtlichen Ältesten verteilten. Diese Geschäfte klappten aber nicht.
Die in China hergestellte Turbine kam in der Nacht des 27. August am Flughafen Kandahar an und wurde von kanadischen und afghanischen Truppen durch den ersten Abschnitt geführt. Bei einem Treffpunkt in der Wüste wurde die Fracht von britischen und dänischen Streitkräften in empfang genommen und durch Helmland geführt. Die Turbine wurde in sieben separate 30 Tonnen schwere Teile zerlegt und auf Oshkosh M1070-Lastwagen transportiert.
Der Hauptkonvoi bestand aus 100 Fahrzeugen, darunter 50 Viking APCs sowie Jackal- und Mastifffahrzeuge. Insgesamt erstreckte sich der Konvoi über 4 Kilometer länge und bestand aus drei Elementen:
- Ingenieurgruppe (9th Parachute Squadron RE)
- Kommandogruppe (13th Air Assault Support Regiment RLC)
- Turbinenelement (15th Air Assault Close Support Squadron RLC)

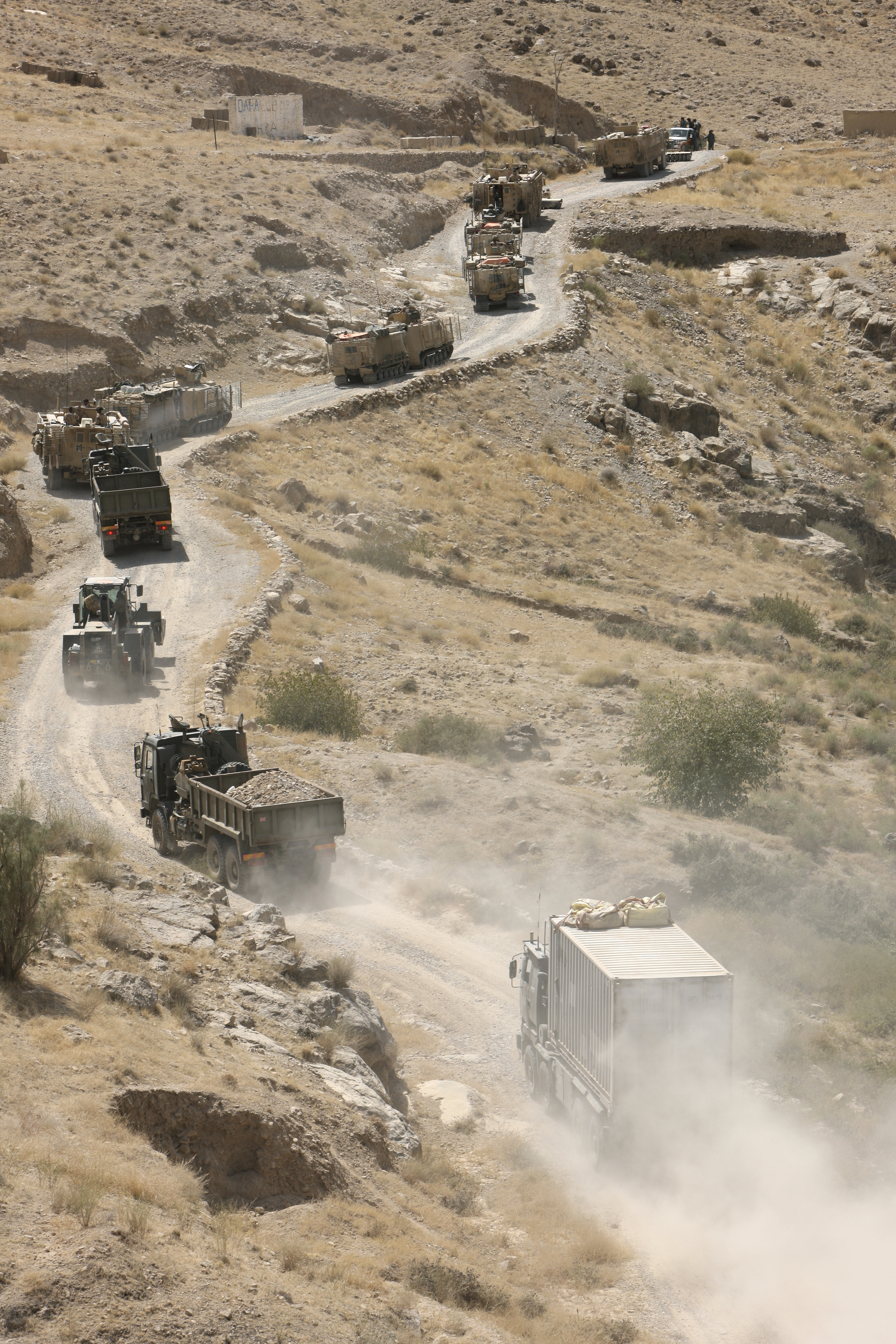
Der gepanzerte Konvoi aus Mastiffs, APCs und LKWs fährt durch die afghanische Wüste um die Turbine zum Staudamm zu bringen

Unter dem Konvoi befanden sich acht kritische Fahrzeuge:
- 1× 80-t-Kran
- 2× Statoren
- 1× Halterung
- 4× Transformatoren

Kampfhubschrauber überwachten den Transport, während die USA, Frankreich und die Niederlande mit Flugzeugen Luftunterstützung leisteten. Ingenieure der Armee bauten Straßen und Brücken, auf der der Konvoi fahren sollte.
Truppen des Fallschirmregiments sorgten für Sicherheit, indem sie auf den Straßen absprangen.
Während des letzten Streckenabschnitts musste der Hauptkonvoi 7 Kilometer auf den Highway 611 fahren, auf dem bekanntermaßen 200 Aufständische aktiv waren. Die Aufgabe, das Gebiet zu räumen, wurde einer Truppe übertragen, die sich aus 388 ANA-Soldaten und ihren 42 Mentoren des Royal Irish Regiment zusammensetzte. Nach drei Tagen intensiver Bombardierung durch NATO-Artillerie, MLRS-Raketen und Koalitionsflugzeugen wurde die Straße von Aufständischen geräumt. Der Konvoi konnte am 3. September um 2.30 Uhr sein Ziel erreichen. Es dauerte fünf Tage um ca. 180 km zurückzulegen, während der Geleitzug nur sehr wenige Angriffe erlitten hatte. Die Briten gaben an etwa 200 Aufständische getötet zu haben, was jedoch nicht geprüft werden konnte.
Ein britischer Soldat wurde bei einem Verkehrsunfall in Kajaki verletzt. Nach einer Explosion bei der Rückkehr zur Basis wurde ein kanadischer Soldat getötet und sieben weitere verletzt.

## Ergebnis
Die Operation wurde von der NATO als bedeutender Sieg gefeiert. Die US Army Corps of Engineers schätzten im Februar 2015  jedoch, dass der noch nicht fertiggestellte Damm erst im März 2017 betriebsbereit sein würde. Dies liegt daran, dass die NATO Schwierigkeiten hat, einen 30 Kilometer langen Straßenabschnitt zu verteidigen.